# Castelnau-de-Guers
Castelnau-de-Guers is een gemeente in het Franse departement Hérault (regio Occitanie). De plaats maakt deel uit van het arrondissement Béziers. Castelnau-de-Guers telde op 1 januari 2022 1.199 inwoners.

## Geografie
De oppervlakte van Castelnau-de-Guers bedroeg op 1 januari 2022 22,51 vierkante kilometer; de bevolkingsdichtheid was toen 53,3 inwoners per km².

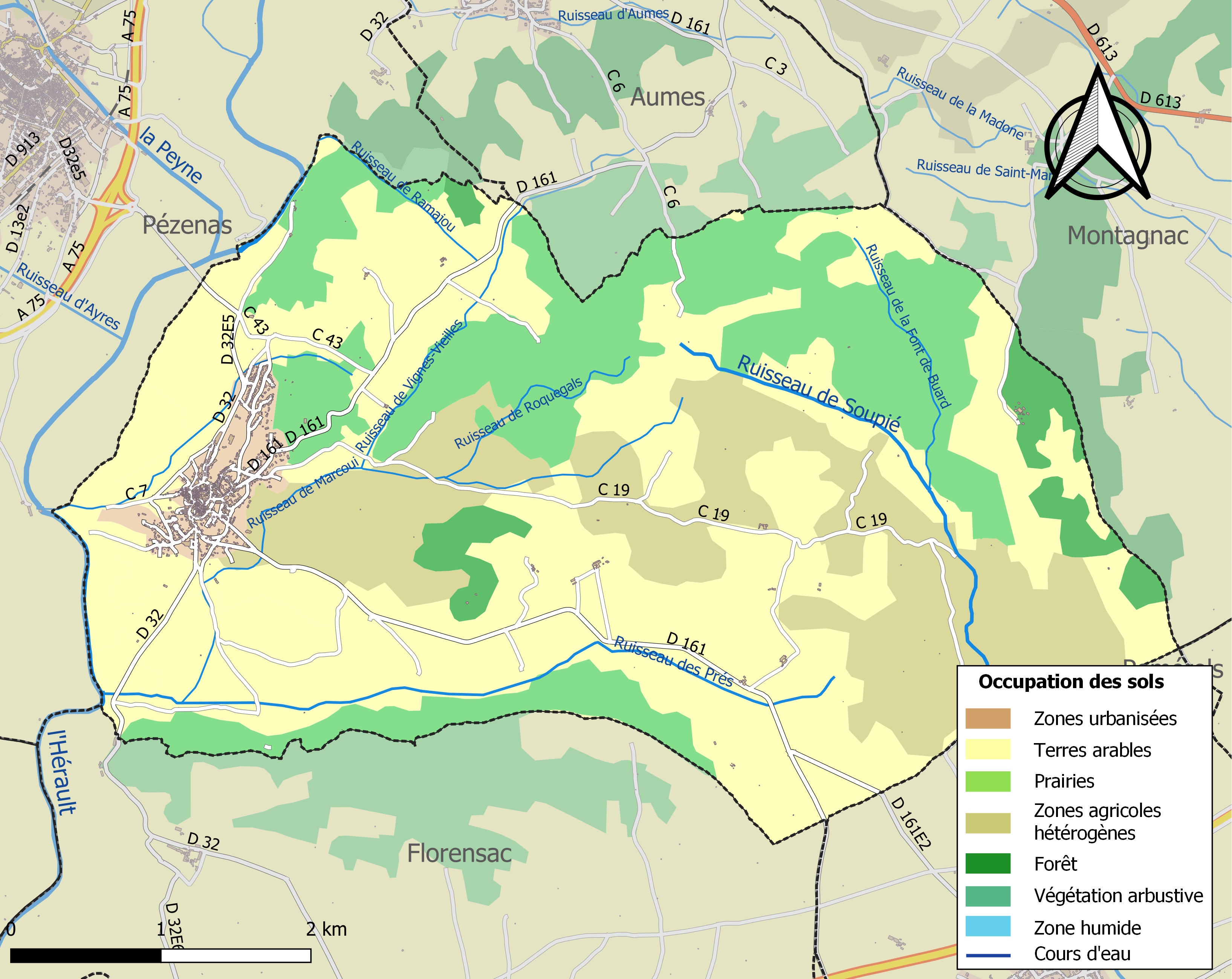
Kaart van de gemeente met belangrijkste infrastructuur, bodemgebruik en omliggende gemeenten

## Demografie
Onderstaande figuur toont het verloop van het inwonertal (bron: INSEE-tellingen).